# Eulocastra maculicilia
Eulocastra maculicilia är en fjärilsart som beskrevs av Embrik Strand 1917. Eulocastra maculicilia ingår i släktet Eulocastra och familjen nattflyn. Inga underarter finns listade i Catalogue of Life.